# Kuttenberger Religionsfrieden

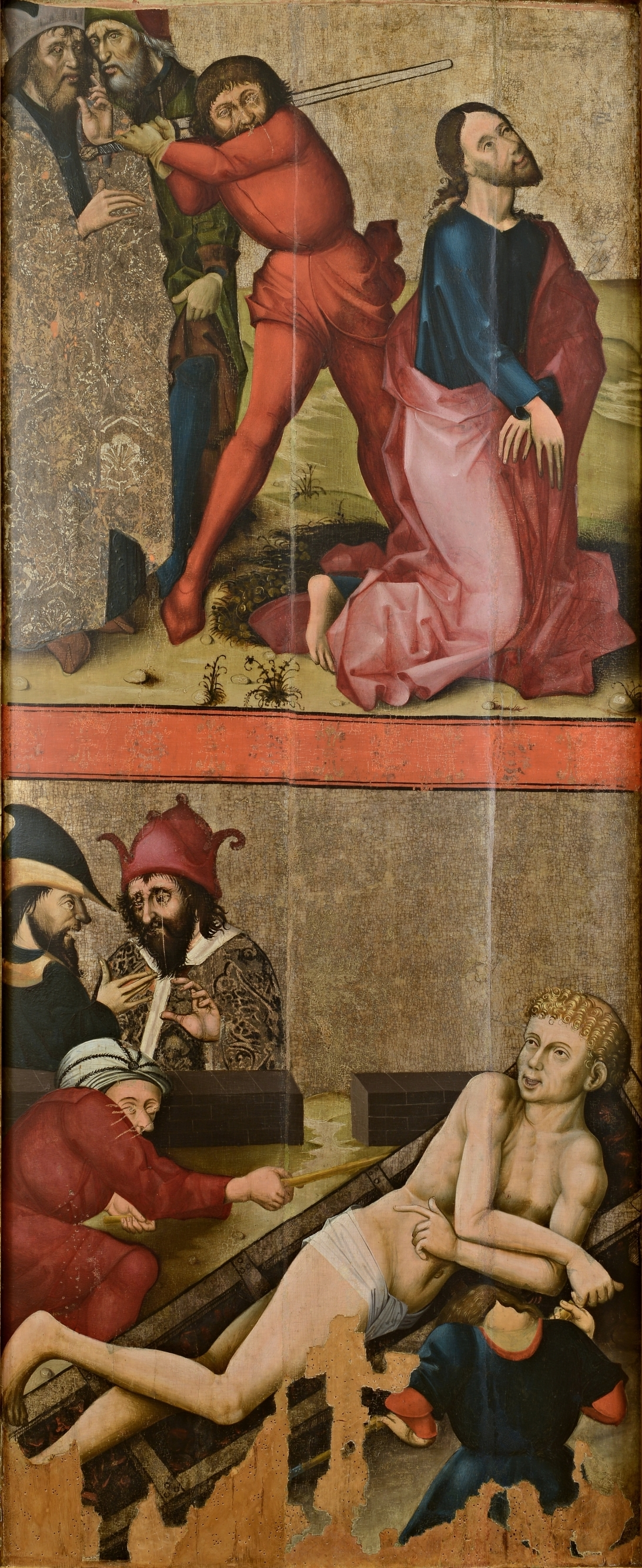
Malerei in einer Utraquistischen Kirche, welche die Hinrichtung des Märtyrers und als Ketzer verurteilten Jan Hus, sowie dessen Auferstehung zeigt.

Der Kuttenberger Religionsfrieden (tschechisch Kutnohorský náboženský mír) wurde 1485 im Königreich Böhmen zwischen den Utraquisten und der Römisch-Katholischen Kirche geschlossen. Es war der erste innerchristliche Religionsfrieden. Aufgrund des Zugeständnisses allgemeiner Religionsfreiheit für jeden war dieser erste innerchristliche Religionsfrieden tatsächlich weiter fortgeschritten als andere Nachfolgeregelungen während des 16. Jahrhunderts und des Dreißigjährigen Krieges.

## Vorgeschichte
Den Thesen des als Ketzer hingerichteten Jan Hus folgend, bildete sich im frühen 15. Jahrhundert die religiöse Bewegung der Utraquisten, welche von der Römisch-Katholischen Kirche als ketzerisch angesehen wurde. Die Utraquisten prangerten die Profitgier und weltliche Macht der Kirche an, besonders bei der Kommunion wich die Bewegung von der Römisch-Katholischen Kirche ab. Die Kommunion wurde nach herkömmlicher eucharistischer Praxis bei Laien nur unter der Gestalt des Brotes gespendet, die Kommunion sowohl mit Brot als auch mit Wein wurde nur gegen Bezahlung oder bei Adeligen vollzogen.

## Konflikt und Prager Aufstand

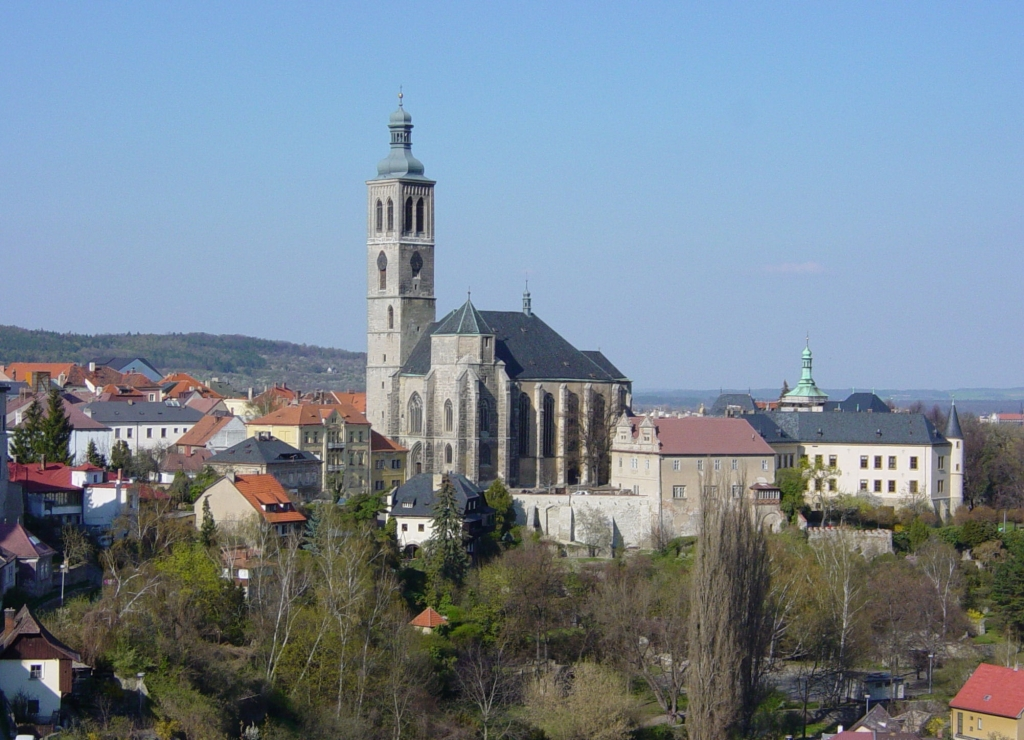
Die St. Jakobskirche in Kuttenberg.

Der böhmische König Vladislav II., der mit dem Papst im Streit lag, schlug sich auf die Seite der Utraquisten und unterstützte deren Ansichten. Daraufhin wurde seine Macht stark geschwächt, weil viele Adelige weiterhin auf ihre Privilegien pochten und sich und ihre Fürstentümer dem Rivalen in der Region, dem Königreich Ungarn, in der Grünberger Allianz anschlossen. In der Folge kam es zum Bürgerkrieg.
In der Folge kam es im Königreich Böhmen zu kriegerischen Auseinandersetzungen zwischen König Mathias und den Jagiellonen.
Nach mehreren Jahren befand sich der böhmische König in einer dermaßen isolierten und geschwächten Position, dass er sich entschied, die abtrünnigen Fürsten wieder einzusetzen, um die Differenzen zu bewältigen, und die Utraquisten aus zentralen Positionen zu verdrängen, was ihm die Krone rettete. Außerdem sollte dieser Vorgang dem ungarischen Rivalen seinen Einfluss in Böhmen entziehen und die Macht der utraquistischen Berater von Vladislav II. beschneiden. Als Reaktion auf diese Entwicklung kam es 1483 zum Prager Aufstand, in welchem die Utraquisten Klöster und Kirchen stürmten und die Prager Stadtregierung absetzten. Dabei kam es zu einem Fenstersturz (Defenestration) der Ratsmitglieder, die mit dem katholischen Adel im Bunde standen, durch hussitischen Utraquisten.
Der Prager Aufstand zeigte, dass die jetzige Politik des Königs nicht durchzusetzen war.

## Religionsfrieden
Obwohl bereits seit 1479 an einem Frieden zwischen den Ständen und den religiösen Bewegungen gearbeitet wurde, hatten die Verhandlungen wegen der Stärkung der Position der Utraquisten und des Prager Aufstandes schließlich erst 1484 Erfolg. Der Friede wurde 1485 in der St. Jakobskirche von Kuttenberg angefertigt. Der Friede besagte, dass Gewissens- und Kulturfreiheit für alle galten, die nun auch selbst wählen durften, wo und wie sie die Kommunion durchführen wollten. Außerdem wurden den Priestern mehr Freiheiten und eigene Ansichten in der Predigt erlaubt.
Für den Vertrag wurde eine Laufzeit von 31 Jahren festgesetzt.
Insgesamt betrachtet war der Kuttenberger Religionsfrieden eine wichtige Etappe auf dem Weg zur Reformation sowie der Meinungs- und Religionsfreiheit.